# Quando tu mi baci
Quando tu mi baci è il singolo di debutto della carriera solista del rapper italiano Chiello, pubblicato il 10 dicembre 2018.

## Video musicale
Un video musicale è stato pubblicato lo stesso giorno della pubblicazione del singolo.

## Tracce
Testi di Rocco Modello, musiche di Domenico Pomata Venturo.
1. Quando tu mi baci – 3:19